# The Tattle Tail
The Tattle Tail è un cortometraggio muto del 1922 scritto e diretto da Arvid E. Gillstrom.

## Produzione
Il film fu prodotto dalla Century Film.

## Distribuzione
Distribuito dall'Universal Film Manufacturing Company, il film - un cortometraggio in due bobine - uscì nelle sale cinematografiche USA il 27 dicembre 1922.